# Франтішек Дртікол
Франтішек Дртікол  (чеськ. František Drtikol), 3 березня 1883 року, Пржибрам  — 13 грудня 1961 року , Прага) —    чеський фотограф, який творив з 1901 до 1935 рр.  Прославився своїми портретами в стилі пізнього модерну,  використанням фрагментів кубізму і футуризму. Вважається одним з найбільш успішних класиків чеської фотографії.

## Біографія
Франтішек Дртікол  народився 3 березня 1883 року в родині роздрібного торговця Франтішка Дртікола і його дружини Марії, до шлюбу Опплової. Він  був молодшим із трьох дітей. Після закінчення місцевої гімназії вивчився на фотографа в пржибрамській фотостудії Антоніна Мальташа. Навчався в Науково-дослідному інституті фотографії в Мюнхені з 1901 по 1903 рік. Там зазнав впливу стилю "модернізм". Дртікол отримав практику у фотостудіях  Німеччини, Швейцарії та Чехії. У 1907 році після трирічної служби в армії Франтішек відкрив власну фотостудію в Пржибрамі, яку через три роки закрив з фінансових причин. У 1912  році він відкрив фотостудію в Празі і зайнявся портретної зйомкою.
Після   переселення в Прагу зайнявся   йогою і перш за все буддизмом. Практикував медитацію і вивчав стародавні тексти, які згодом перевів на чеську мову. Вперше переклав на чеську мову не тільки безліч класичних творів буддизму,  а й тексти по даосизму, а також   упанішади  і багато іншого. Серед перекладених ним робіт була також   «Тибетська книга мертвих». Він став першим практикуючим тибетський буддизм в Чехословаччині, який при цьому займався перекладами і викладанням. Якийсь час він був членом чеського теософського товариства.
У 1911 році його партнером став Августин Шкарда, з яким вони разом випустили альбом «Двори і дворики старої Праги». Їх спільна фірма називалася «Дртікол і Ко». Проіснувала вона в незмінному вигляді до початку Першої світової війни, на яку вони були мобілізовані. У цей період Дртіколом в студії  були зроблені портрети Т. Г. Масарика, Е. Бенеша, Леоша Яначека, Альфонса Мухи,  Максима Горького, Поля Валері і багатьох інших. Ця фотостудія стала центром мистецького життя в Празі. Після війни Дртікол присвятив себе   фотографії. З ним в його студії працювали учні і помічники, з яких найбільш відомим став Ярослав Росслер.  Він навчався в студії Дртікола в 1917-1921 роках, а після цього працював там до 1926 року. 
Дртікола в той період надихала до творення його перша дружина Ервіна Купферова, танцівниця. Вона була його моделлю з 1919 року, і дружиною з 1921 по 1926 рік.  Після п'яти років  вони розлучилися. Дочка Ервін зустрічалася  з батьком кілька разів у 50-х роках.
Незважаючи на світову славу, яку принесла його робота, його студія в умовах світової економічної кризи після 1930 року зіткнулася з фінансовими проблемами, в ній навіть проводили заняття для любителів. У цей час з'явилися записки для книги «Очі широко відкриті», яку він присвятив урокам фотографії. У 1935 році Дртікол закінчив свою фотографічну діяльність. Він продав свою студію і, за винятком 1945-1946 років, коли він викладав фотографію в Державній Графічний школі в Празі, перестав займатися фотографією.  Він переїхав в орендовану віллу, знову повернувся до живопису і повністю присвятив себе духовному вченню, медитації, зайнявся вивченням духовних наук, особливо перекладами. Вважається патріархом чеського буддизму, хоча це твердження є спірним щодо переконаного члена Комуністичної партії Чехословаччини. У 1942 році він одружився вдруге, на своїй учениці Ярмілі. 
Незабаром після початку Другої світової війни Дртікол, на подив свого оточення, почав брати участь у політичному житті. У 1945 році вступив в Компартію Чехословаччини, навіть брав участь у перевороті в лютому 1948 року і працював функціонером в п'ятдесяті роки. В країні залишався до своєї смерті в 1961 році. Він також вступив в Союз чехословацько-радянської дружби, а в 1948 році став членом Спілки чехословацьких художників. Вивчення філософії, західної та східної, а також заняття медитацією, як і раніше залишалися серед його основних інтересів.

## Творчість
Дртікол відомий перш за все як портретист, а також роботами в стилі «ню», проте його творчість набагато ширша. На етапі становлення він перебував під впливом пікторіалізма. 
З 1911 року фотографії Дртікола почали з'являтися на фотографічних виставках в Чехії, а через кілька років і за кордоном. У той же час з'являлися публікації його робіт в   чеських і світових журналах. У 20-х і 30-х роках XX століття він був найзнаменитішим чеським фотографом, відомим і за кордоном. У 1922 році відбулася його перша персональна виставка в Музеї прикладного мистецтва, а через три роки він виграв Гран-прі на Міжнародній виставці сучасних декоративних і промислових мистецтв у Парижі. З другої половини 20-х впливом стилю «арт деко» у власній інтерпретації. Також в цей час у Парижі була презентована перша фотографічна серія «Оголена натура роботи Дртікола»У   творчості в стилі пізнього модерну він часто використовував ретуш та домалював задній план. Пізніше схилявся до так званої «чистої фотографії» і для створення своїх робіт використовував тільки світло і реквізит у своїй студії. В останньому періоді своєї творчості відмовився від зйомок живих моделей і використовував фігурки з картону, це дозволяло йому краще реалізовувати своє бачення кінцевого зображення. Важливим елементом раннього Дртікола було використання фотодруку за допомогою солей хрому, желатину і гуміарабіку, ретуш негатива, намальований задній план. Для досягнення максимального візуального ефекту  Дртікол експериментував з багатьма  методами, що привело до створення власної патентованої техніки «напівтонової фотолітографії». Його моделі зображували як мрійливих фей, які символізують радість життя і еротики, так і фатальних жінок, в яких змішувалися символіка смерті і сексу. У період з 1907 по 1909 рік крім портретів і фотографій оголеної натури були зроблені пейзажі місцевості і срібло-видобувних рудників.  У 1911 році Дртікол випустив альбом з п'ятдесяти окремих аркушів, виконаних в техніці олія-друк   «Двори і дворики старої Праги», на яких він зобразив зникаючу красу празьких провулків.
В середині двадцятих років були зроблені десятки робіт під назвою «Студія,« Ню »і Композиція».  
У 1935 році він продав свою студію в Празі і закінчив діяльність фотографа. У 1938 році вийшла його фотомонографія «Жінка в світі» (чеськ. Žena ve světle), яка складалася з 46 фотографій в стилі «ню». У той же час Дртікол почав поступово передавати свої фотографії і малюнки (більше 5000 штук) в музейні колекції.

## Опубликовані за життя роботи
- Z dvorů a dvorečků staré Prahy,   Прага, 1911.
- Les nus des Drtikol. Libraire des arts décoratifs , Париж, 1929.
- Žena ve světle, Прага, 1938.